# Keith McCreary
Vernon Keith McCreary (* 19. Juni 1940 in Sundridge, Ontario; † 9. Dezember 2003 in Etobicoke, Ontario) war ein kanadischer Eishockeyspieler, der im Verlauf seiner aktiven Karriere zwischen 1956 und 1975 unter anderem 548 Spiele für die Canadiens de Montréal, Pittsburgh Penguins und Atlanta Flames in der National Hockey League (NHL) auf der Position des linken Flügelstürmers bestritten hat. McCreary, der in Diensten der Hull-Ottawa Canadiens aus der Eastern Professional Hockey League (EPHL) zweimal die Tom Foley Memorial Trophy gewann, war zwischen 1972 und 1975 der erste Mannschaftskapitän der Franchise-Geschichte der Atlanta Flames.

## Karriere
McCreary verbrachte zwischen 1956 und 1959 eine unstete Juniorenzeit in der Ontario Hockey Association (OHA). Zunächst verbrachte der Flügelstürmer eine Saison mit 22 Einsätzen bei den Peterborough Petes. Danach war er in der Spielzeit 1957/58 für die Sundridge Beavers aus seiner Geburtsstadt in der zweiten Division des Ligensystems der OHA aktiv. Danach spielte er für die Hull-Ottawa Canadiens, die nach ihrer Zugehörigkeit zum kanadischen Juniorenligensystem mit Beginn der Saison 1959/60 am Spielbetrieb der Eastern Professional Hockey League (EPHL) teilnahmen. Zudem vertrat er das Team im Jahr 1959 im prestigeträchtigen Memorial Cup, während er im folgenden Jahr mit den Brockville Junior Canadiens daran teilnahm.

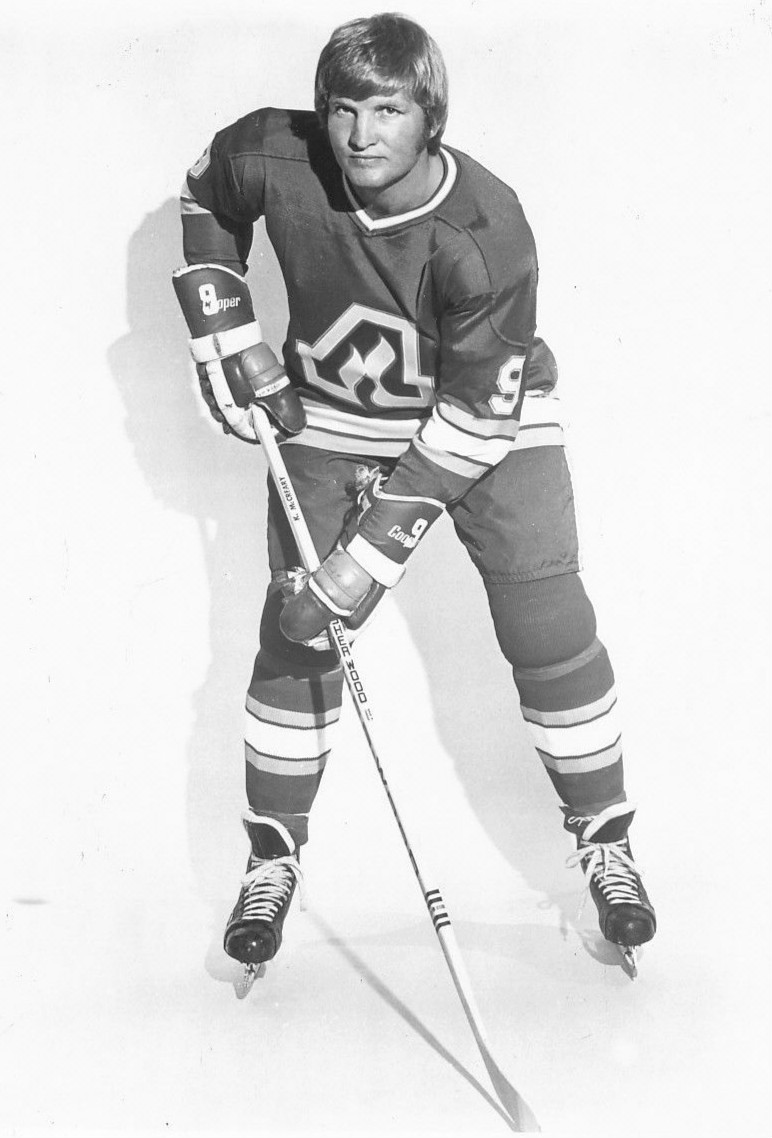
McCreary im Trikot der Atlanta Flames

In der EPHL erlebte der Angreifer indessen zwischen 1960 und 1963 drei erfolgreiche Spielzeiten. In seinem Rookiejahr errang McCreary mit der Mannschaft die Tom Foley Memorial Trophy, die Meisterschaftstrophäe der Liga. Den Titel verteidigten die Canadiens im Jahr darauf, wobei der Einfluss des Offensivspielers mit der Steigerung von 46 auf 79 Scorerpunkte deutlich größer war. Folglich wurde er ins First All-Star Team der EPHL berufen und feierte darüber hinaus in den Stanley-Cup-Playoffs 1962 sein Debüt in der National Hockey League für die Canadiens de Montréal, die ihn einmal einsetzten. Nach einem weiteren Jahr in der EPHL, an dessen Ende er diesmal im Second All-Star Team stand, beorderten ihn die Canadiens de Montréal mit Beginn der Spielzeit 1963/64 in die höherklassige Minor League American Hockey League (AHL). Dort stand der Kanadier zwei Jahre lang im Aufgebot der Hershey Bears, anschließend bestritt er zwei Spielzeiten zwischen Herbst 1965 und Frühjahr 1967 im Trikot des Ligakonkurrenten Cleveland Barons. Für die Habs selbst absolvierte er lediglich im Verlauf der Saison 1964/65 neun NHL-Spiele, da er aufgrund der großen Konkurrenzsituation keine Chance hatte, sich dort längerfristig durchzusetzen.
Dies änderte sich jedoch mit der Erweiterung der NHL im Sommer 1967. Der Stürmer wurde im NHL Expansion Draft 1967 von den Canadiens ungeschützt gelassen und somit von den neu gegründeten Pittsburgh Penguins ausgewählt. Dort schaffte er es zum Beginn des Spieljahres 1967/68 im Stammkader zu stehen. Der mittlerweile 27-Jährige bestritt in seiner ersten kompletten NHL-Saison 70 Spiele und punktete dabei 26-mal. In der nächsten Spielzeit stellte er in ebenso vielen Spielen mit 48 Punkten einen Karrierebestwert auf. Im dritten Jahr ihres Bestehens erreichten die Penguins erstmals die Playoffs und schafften es bis ins Halbfinale der Stanley-Cup-Playoffs 1970. McCreary hatte sich mittlerweile zu einem der besten defensiv ausgerichteten Außenstürmer der Liga entwickelt. Letztlich verbrachte er noch zwei weitere Spielzeiten in Pittsburgh, ehe ihn diese vor dem NHL Expansion Draft 1972 – wie schon Montréal fünf Jahre zuvor – ungeschützt ließen. Im Vorjahr hatte er dabei lediglich 33-mal gespielt und konnte nur acht Torbeteiligungen vorweisen. Somit sicherten sich die Atlanta Flames die Rechte an dem 32-Jährigen, der zum Start der Saison 1972/73 zum ersten Mannschaftskapitän der Franchise-Geschichte ernannt wurde. Mit seiner Erfahrung trug McCreary in den folgenden drei Jahren als Anführer zur Etablierung des Teams in der Liga bei. Seine Offensivausbeute konnte er dabei in den ersten beiden Spielzeiten in Atlanta im Vergleich zum letzten Jahr in Pittsburgh wieder deutlich steigern.
Nachdem sein Vertrag nach der Saison 1974/75 ausgelaufen war, versuchte der Stürmer seine Karriere in der zu dieser Zeit mit der NHL konkurrierenden World Hockey Association (WHA) fortzusetzen. Dort nahm McCreary am Trainingslager der Calgary Cowboys teil. Das Franchise wies in seinen Augen aber keine ausreichend professionellen Strukturen auf und so entschied er sich noch vor dem Beginn der Saison 1975/76 gegen ein Engagement bei den Cowboys und beendete im Alter von 35 Jahren seine Karriere als Aktiver. Nach seinem Karriereende trat er der NHL Alumni Association bei und war über viele Jahre deren Vorsitzender. Ebenso machte er sich mit einer Agentur für Versicherungs- und Finanzdienstleistungen selbstständig.
McCreary verstarb im Dezember 2003 im Alter von 63 Jahren an den Folgen einer langjährigen Krebserkrankung im Krankenhaus von Etobicoke nahe Toronto. Nach seiner Beerdigung in Bolton, wo er sich nach seinem Karriereende niedergelassen hatte, waren seine beiden Bekannten Keith Magnuson und Rob Ramage – ihrerseits beide auch ehemalige NHL-Spieler – im 20 Kilometer entfernten Vaughan in einen schweren Verkehrsunfall verwickelt, in dessen Folge Magnuson seinen Verletzungen erlag. Ramage wurde als Verursacher des Unfalls zu einer vierjährigen Haftstrafe verurteilt.

## Erfolge und Auszeichnungen
- 1961 Tom-Foley-Memorial-Trophy-Gewinn mit den Hull-Ottawa Canadiens
- 1962 Tom-Foley-Memorial-Trophy-Gewinn mit den Hull-Ottawa Canadiens
- 1962 EPHL First All-Star Team
- 1963 EPHL Second All-Star Team

## Karrierestatistik
(Legende zur Spielerstatistik: Sp oder GP = absolvierte Spiele; T oder G = erzielte Tore; V oder A = erzielte Assists; Pkt oder Pts = erzielte Scorerpunkte; SM oder PIM = erhaltene Strafminuten; +/− = Plus/Minus-Bilanz; PP = erzielte Überzahltore; SH = erzielte Unterzahltore; GW = erzielte Siegtore; 1 Play-downs/Relegation; Kursiv: Statistik nicht vollständig)

## Familie
McCreary entstammte einer Eishockeyfamilie. Sein sechs Jahre älterer Bruder Bill war ebenfalls in der National Hockey League (NHL) aktiv und bestritt zwischen 1954 und 1971 über 350 Spiele für insgesamt vier Franchises. Den Großteil davon für die St. Louis Blues, die er später auch als Cheftrainer betreute. Selbige Position füllte er bei den Vancouver Canucks und California Golden Seals aus. Bills Sohn, Bill junior, absolvierte zu Beginn der 1980er-Jahre ebenfalls zwölf NHL-Einsätze für die Toronto Maple Leafs, war ansonsten aber in den Minor Leagues aktiv.
Seine Cousins Ron und Bob Atwell waren ebenso professionelle Eishockeyspieler und können auf jeweils 22 Einsätze in der NHL zurückblicken.